# Jaume Busquets Mulet
Jaume Busquets Mulet (Palma, 1898 - 1971) fou un arabista, filòleg i historiador mallorquí. Amplià els seus estudis a Cambridge i va ser professor d'àrab vulgar a l'Escola de Comerç i a l'Estudi General Lul·lià de Palma. Exercí també de professor mercantil i d'interventor als ajuntaments de Llucmajor i Palma. Membre fundador de l'Associació per la Cultura de Mallorca.
Va ser l'autor del "Curs pràctic d'ortografia i elements de gramàtica catalana" (1931) i de "Gramática elemental de la lengua árabe" i "Textos para el estudio del árabe marroquí". Va recollir contes populars del Marroc. Va editar el "Llibre del Repartiment", tant en el text llatí (1951) com en el text àrab (1953, 1954). Estudià les pervivències lingüístiques i ètniques de la dominació islàmica de Mallorca, així com dels vestigis arqueològics d'aquesta època (làpides sepulcrals, l'artesonat d'Alfàbia...). Un com mort es va publicar "Mallorca musulmana" (1973), incorporada dins la "Historia de Mallorca" de Josep Mascaró Pasarius. Deixà inèdit un diccionari àrab-castellà.